# Bitwa pod Annual
Bitwa pod Annual, w Hiszpanii znana jako katastrofa pod Annual (hiszp. Desastre de Annual) – starcie zbrojne stoczone w dniach 22 lipca – 9 sierpnia 1921 roku w północnym Maroku pomiędzy wojskami hiszpańskimi a siłami nieregularnymi Republiki Rifu.
Bitwa zakończyła się klęską wojsk hiszpańskich, które straciły w niej ok. 20 tysięcy żołnierzy. W rezultacie hiszpański dowódca gen. Manuel Fernández Silvestre popełnił samobójstwo, a wynik bitwy przyczynił się do spadku popularności króla Alfonsa XIII w społeczeństwie i poparcia dla jego kolonialnej polityki.

## Tło
Na początku 1921 roku siły hiszpańskie dowodzone przez gen. Manuela Fernándeza Silvestre’a rozpoczęły ofensywę na północno-wschodnie Maroko z opanowanych już regionów przybrzeżnych. Postęp nastąpił bez zapewnienia odpowiednio rozbudowanych linii komunikacyjnych i całkowitego podporządkowania zajętych obszarów. W trakcie ofensywy Hiszpanie wdarli się za linie wroga na głębokość prawie 130 km, ale podczas pospiesznych natarć nie zbudowano ani fortów obronnych, ani dostępnych punktów zaopatrzenia w wodę. Terytorium nowo zajęte przez Hiszpanów było obsadzone jedynie małymi, prowizorycznymi blokhauzami (blocaos), z których każdy obsadzał pluton żołnierzy (zwykle 12–20). Placówki były szeroko rozproszone, zazwyczaj zlokalizowane na wzniesieniach, z dala od źródeł wody i pozbawione dobrej komunikacji z głównymi pozycjami. Ostatecznym celem kampanii było ustanowienie stałej obecności wojskowej na brzegach zatoki Al-Husajma, strategicznego punktu między zachodnim a wschodnim wybrzeżem Maroka.
Rifiańskimi siłami nieregularnymi dowodził Abd el-Krim, były urzędnik państwowy i tłumacz w hiszpańskim Biurze ds. Ludności Rdzennej w Melilli oraz jeden z przywódców plemienia Aith Ouriaghel.

## Anuual

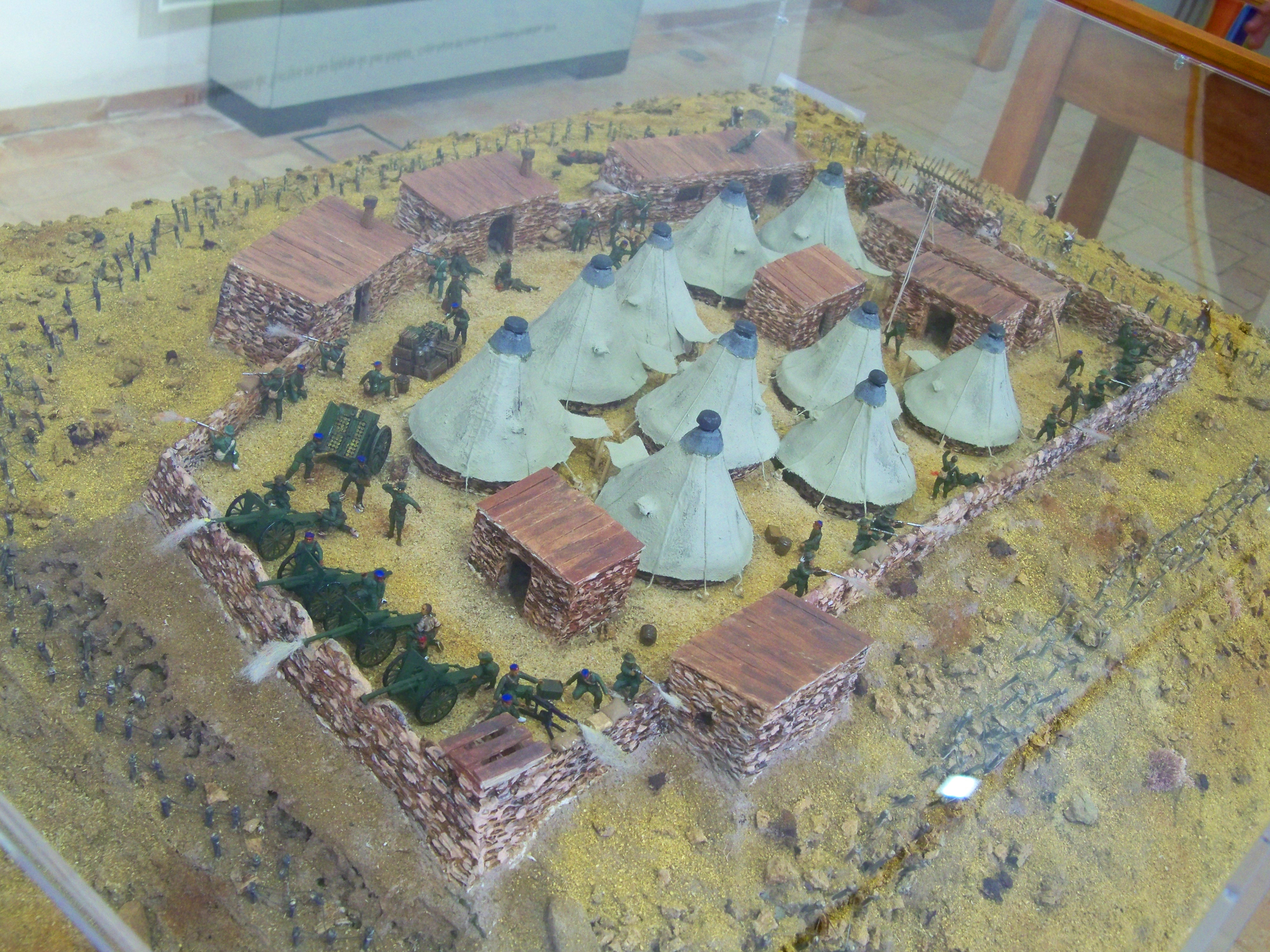
Diorama przedstawiająca oblężenie hiszpańskiego obozowiska na Igueriben

15 stycznia 1921 roku siły hiszpańskie pod dowództwem Silvestre’a zajęły małą wioskę Annual w dolinie Beni Ulicheck i utworzyły tam swoją główną bazę wypadową, mającą zwieńczyć hiszpańską kontrolę nad wschodnim Marokiem. Silvestre był uważany za osobę porywczą i agresywną, znaną jako ulubieniec króla Alfonsa XIII. W ciągu roku dowodzenia kwaterą główną w Melilli, podwoił obszar zajmowany przez Hiszpanów w centralnym Rifie.
Annual znajdował się około 130 km na południowy zachód od Melilli. Zachowane fotografie pokazują, że obóz w Annual był rozległym polem namiotowym rozłożonym na kilku zboczach, na tle surowo pustego krajobrazu.
1 czerwca 1921 roku hiszpańska placówka, założona zaledwie kilka godzin wcześniej na górze Abarrán, na wysokości 525 metrów na wschód od Annual, została zaatakowana i zdobyta przez partyzantów z Rifu. Hiszpanie stracili 24 zabitych i 59 rannych.
5 czerwca Silvestre spotkał się z gen. Dámaso Berenguerem Fusté, hiszpańskim Wysokim Komisarzem w protektoracie, na pokładzie krążownika „Princesa de Asturias” u wybrzeży Sidi Idris. Berenguer odrzucił prośbę Silvestre’a o posiłki.
Dwa dni później Silvestre postanowił ustanowić nową wysuniętą pozycję, tym razem na południe od Annual, na wzgórzach Igueriben. Placówka została oblężona przez Rifian 14 lipca. Brak świeżej wody i użycie artylerii przez Rifian zmusiły armię hiszpańską do wycofania się pozycji 21 lipca pod ciężkim ostrzałem. Z 300-osobowego garnizonu przeżyło tylko 33 żołnierzy.

## Bitwa
W przededniu bitwy hiszpański garnizon zajmujący wysunięty obóz w Annual liczył 5000 ludzi. Byli to głównie poborowi z Półwyspu Iberyjskiego z pułków Ceriñola, Africa, Alcantara i San Fernando. Dodatkowo znajdowały się tam cztery baterie artylerii i około 2000 miejscowych żołnierzy (Regulares) pod dowództwem hiszpańskich oficerów.
22 lipca, po pięciu dniach mniejszych potyczek, siły hiszpańskie zostały zaatakowane przez 3000 bojowników. Z amunicją na wyczerpaniu i straconą już wcześniej bazą wsparcia w Igueriben, generał Silvestre, który przybył do Annual zaledwie dzień wcześniej, podjął decyzję o odwrocie wzdłuż linii poprzedniego natarcia Hiszpanów. Tuż przed godziną 5:00 rano wysłano ostatnią wiadomość radiową, donoszącą o zamiarze Silvestre’a ewakuacji wojsk z Annual tego samego ranka. Około godziny 10:00 garnizon rozpoczął marsz w kolumnie z obozowiska w kierunku Melilli , ale słabe dowodzenie i niewystarczające przygotowanie sprawiły, że zdyscyplinowany marsz szybko przerodził się w niezorganizowaną ucieczkę. Dotychczas niezawodni marokańscy żołnierze w służbie hiszpańskiej, tubylcza policja i przewodnicy plemienni zdezerterowali do sił Rifian, pozbawiając hiszpańską kolumnę bez osłony flanek i straży tylnej. Hiszpańscy poborowi, pod ciężkim ostrzałem i wyczerpani intensywnym upałem, rozbili się w zdezorientowany tłum i byli po kolei odstrzeliwani lub dźgani szablami przez partyzantów. Tylko jedna jednostka kawalerii, Cazadores de Alcántara, utrzymała się w szyku i była w stanie przeprowadzić odwrót bojowy, ponosząc przy tym jednak ciężkie straty

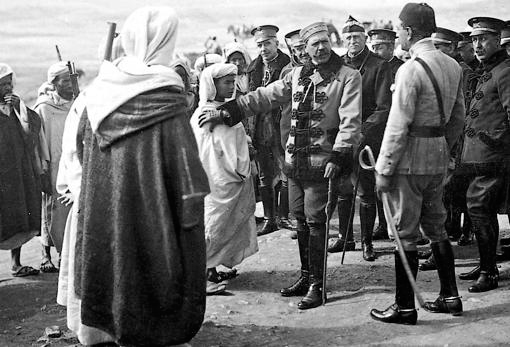
Generał Silvestre i jego sztab, 1921

Po bitwie Rifianie posunęli się na wschód i zajęli ponad 130 hiszpańskich blokhauzów. Hiszpańskie garnizony zostały zniszczone bez skoordynowanej odpowiedzi na ataki. Do końca sierpnia Hiszpania utraciła wszystkie terytoria zdobyte w tym regionie od 1909 roku. Generał Silvestre zaginął, a jego szczątków nigdy nie odnaleziono. Według jednego z raportów, sierż. Francisco Basallo Becerra z garnizonu Kandoussi, placówki położonej na wschód od Annual, zidentyfikował szczątki Silvestre’a po jego generalskim pasie. Mauretański kurier z Kaddour 'n Amar zeznał, że osiem dni po bitwie widział ciało generała leżące twarzą do dołu na polu bitwy, wciąż rozpoznawalne po pasie i epoletach.

## Odwrót Hiszpanów

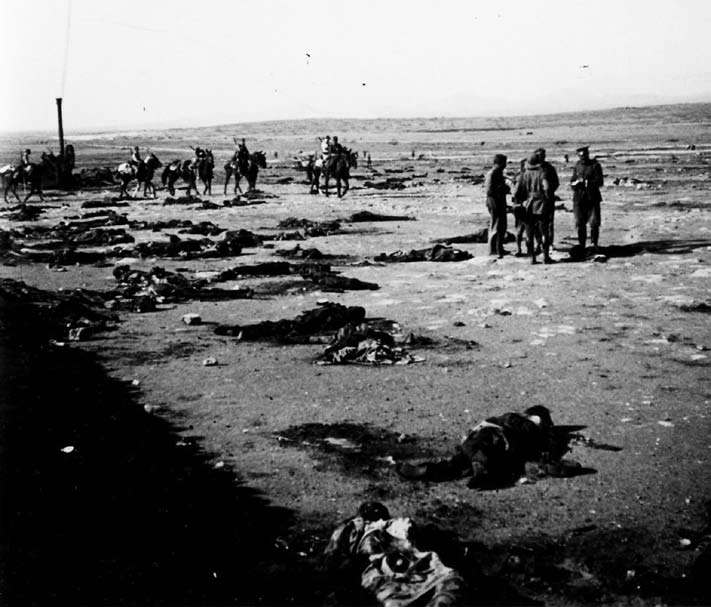
Hiszpańscy oficerowie dokonujący inspekcji pobojowiska w styczniu 1922 roku. Na ziemi leżą wciąż niepogrzebane ciała poległych

W Afraou, na marokańskim wybrzeżu, hiszpańskim okrętom wojennym udało się ewakuować miejscowy garnizon. W Zoco el Telata de Metalsa, na południu, hiszpańskie wojska i cywile wycofali się do strefy francuskiej. Hiszpańscy żołnierze ocaleni z bitwy pod Annual wycofali się około 80 km do rozległej, ufortyfikowanej bazy Monte Arruit, zbudowanej w latach 1912–1916 i położonej 35 km na południe od Melilli. Tam podjęto próbę obrony pod dowództwem gen. Felipe Navarro. Ponieważ pozycja została otoczona i odcięta od wody i zaopatrzenia, generał Berenguer zezwolił na jej kapitulację 9 sierpnia. Rifianie nie uszanowali warunków kapitulacji i zamordowali 3000 hiszpańskich jeńców. Generał Navarro wraz z 534 pozostałymi przy życiu żołnierzami i 53 cywilami został wykupiony z niewoli kilka lat później.
Melilla była oddalona zaledwie o około 40 km, ale tamtejszy garnizon nie był w stanie udzielić pomocy, ponieważ miasto było praktycznie bezbronne i brakowało w nim odpowiednio wyszkolonych żołnierzy. Wyczerpani i zdemoralizowani ocaleńcy z Annual, którzy dotarli do Melilli, nie byli w stanie skutecznie wzmocnić istniejącego garnizonu. Jednak siły Rifian uległy znacznemu rozproszeniu po zdobyciu Monte Arruit, pozostawiając el-Krima z niewystarczającą liczbą ludzi do oblężenia Melilli. Ponadto w Melilli mieszkali takżę obywatele innych państw europejskich, a el-Krim nie chciał ryzykować interwencji międzynarodowej. Później stwierdził, że był to jego największy błąd .
Hiszpania szybko zgromadziła ok. 14 000 żołnierzy z elitarnych jednostek Armii Afryki, która działała na południe od Tetuanu w Strefie Zachodniej. Składały się one głównie z jednostek Hiszpańskiej Legii Cudzoziemskiej, nowej formacji utworzonej w 1920 roku, oraz marokańskich Regulares. Przetransportowane do Melilli drogą morską posiłki umożliwiły utrzymanie miasta i odzyskanie Monte Arruit do końca listopada. 

## Straty

Schemat bitwy

Hiszpanie mogli stracić nawet 22 000 żołnierzy pod Annual i w późniejszych walkach. Niemiecki historyk Werner Brockdorff podaje, że tylko 1200 z 20 000 hiszpańskich żołnierzy przeżyło, ale ta ocena strat jest sprzeczna z oficjalnym hiszpańskim dochodzeniem. Ofiary po stronie Rffian wyniosły podobno 800 ludzi. Ostateczne oficjalne dane dotyczące liczby ofiar śmiertelnych w Hiszpanii, zarówno pod Annual, jak i podczas późniejszego postępu, który doprowadził siły Rifian na obrzeża Melilli, zostały przekazane Kortezom Generalnym i wyniosły 13 192 zabitych, wliczając marokańskie siły kolonialne.
Sprzęt utracony przez Hiszpanów latem 1921 roku, a zwłaszcza w bitwie pod Annual, obejmował 11 000 karabinów, 3000 karabinków, 1000 muszkietów, 60 karabinów maszynowych, 2000 koni, 1500 mułów, 100 dział i dużą ilość amunicji. El-Krim zauważył później: „W ciągu zaledwie jednej nocy Hiszpania dostarczyła nam cały sprzęt potrzebny do prowadzenia wielkiej wojny”. Inne źródła podają, że łupy zdobyte przez Rifian to 20 000 karabinów Mauser, 400 karabinów maszynowych Hotchkiss i 120–150 dział Schneider  .

## Następstwa
Kryzys polityczny wywołany katastrofą pod Annual skłonił Indalecio Prieto do stwierdzenia w Kongresie Deputowanych: „Jesteśmy w najostrzejszym okresie upadku Hiszpanii. Kampania w Afryce to całkowita, absolutna porażka armii hiszpańskiej, bez żadnego usprawiedliwienia”. Minister wojny nakazał powołanie komisji śledczej pod przewodnictwem gen. Juana Picassa Gonzáleza, która opracowała raport znany jako Expediente Picasso. Raport szczegółowo opisał liczne błędy wojskowe, ale obstrukcyjne działania poszczególnych ministrów i sędziów sprawiły, że nie posunięto się tak daleko, by przypisać porażce odpowiedzialność polityczną. Bitwa często jest uważana w Hiszpanii za najgorszą klęskę armii hiszpańskiej w czasach nowożytnych.
Katastrofa podkopała morale pozostałych sił hiszpańskich w Maroku, a oficerowie przestali ufać lokalnym oddziałom pomocniczym, co do których zaczęły krążyć pogłoski o planowanych przez nie zbrojnych powstaniach. Wśród Hiszpanów zapanowała rozpacz i gniew wobec rządu z powodu klęski. Wielu Hiszpanów zaczęło domagać się całkowitego wycofania Hiszpanii z pozostałych jej kolonii afrykańskich.
Przyczyny druzgocącej porażki mogą leżeć w taktycznych decyzjach Silvestre’a i fakcie, że większość armii hiszpańskiej stanowili słabo wyszkoleni poborowi. Opinia publiczna powszechnie obwiniała za tę katastrofę króla Alfonsa XIII, który według kilku źródeł zachęcał do nieodpowiedzialnych działań Silvestre’a polegających na penetracji nieprzyjacielskich pozycji znacznie oddalonych od Melilli bez odpowiedniej ochrony z tyłu. Widoczna obojętność Alfonsa na żądanie el-Krima dotyczące okupu za więźniów doprowadziła do powszechnego sprzeciwu wobec monarchii (podczas wakacji w południowej Francji, gdy król dowiedział się o prośbie Rifian, miał powiedzieć: „Mięso x kurczaka jest tanie”; inne źródła podają cytat: „Mięso x kurczaka jest drogie”). Kryzys ten był jednym z wielu, które w ciągu następnej dekady podważyły autorytet hiszpańskiej monarchii i doprowadziły do powstania Drugiej Republiki Hiszpańskiej.
Ostatnim hiszpańskim dowódcą wojskowym, który stawił znaczący opór podczas bitwy, był gen. Felipe Navarro, który został zmuszony do poddania się i był przetrzymywany przez el-Krima w jego kwaterze głównej w Axdir; spośród nich 326 przetrwało 18 miesięcy niewoli, zanim ostatecznie zostali uwolnieni po negocjacjach podjętych głównie przez członków Delegacji ds. Rdzennej Ludności, przede wszystkim Gustavo de Sostoa i Luisa de la Corte Lujána, a ostateczne warunki zostały ustalone między el-Krimem a Horacio Echevarrietą. Warunki uwolnienia obejmowały zapłatę przez Hiszpanię 4 milionów peset, co jak na tamte czasy było ogromną kwotą. Po zapłaceniu okupu jeńcy zostali uwolnieni 27 stycznia 1923 roku.
Większość obszaru zajmowanego przez plemiona Rifian została odzyskana przez ekspedycję dowodzoną przez gen. Damaso Berenguera w 1922 roku .
2 lipca 2012 roku pułk kawalerii Cazadores de Alcántara został odznaczony przez rząd hiszpański Orderem Świętego Ferdynanda za działania w straży tylnej podczas bitwy pod Annual.